# Corail de feu
Millepora
Famille
Genre
Millepora est le seul genre de cnidaire de la famille des Milleporidés. Les espèces de ce genre sont communément appelées coraux de feu en raison de leurs cnidocystes capables de percer la peau humaine qui provoquent des douleurs semblables à celles de brûlures.

## Description
Les colonies de corail de feu se présentent sous la forme de structures calcaires verticales en forme de feuilles, de plaques ou de diverses formes branchues qui peuvent atteindre de 30 à 60 centimètres. Elles sont généralement d'une couleur jaune ou marron proche de celle de la « peau de chamois ». Les zones de croissance à la pointe de la colonie sont plus claires. On trouve également des formes encroûtantes avec des nodules vaguement arrondis qui recouvrent les coraux morts et les autres surfaces solides.

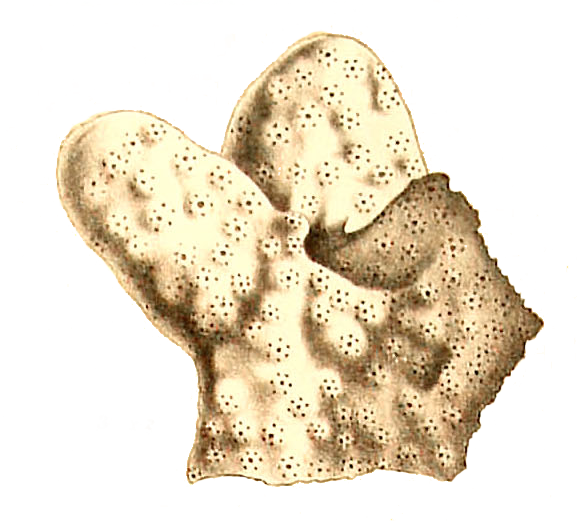
Vue d'une portion du coenosteum de Millepora exaesa

Le squelette des colonies est composé de dépôts calcaires finement perforés de nombreux petits trous — ou pores —  d'où sortent des « poils » urticants — en réalité des polypes défensifs. Les pores sont interconnectés entre eux par de nombreux canaux. La surface du squelette a une apparence nodulaire, chacun est composé d'un ensemble d'aiguilles arrondies transparentes : les dactylostyles. La majorité du coenosteum est composée de trabeculae (en) de matière calcaire fibreuse cristallisée. Les fibres s'entre-croisent dans tous les sens mais forment des lamelles distinctes. La composition chimique du coenosteum et le mécanisme de calcification sont très proches de ceux des coraux durs.

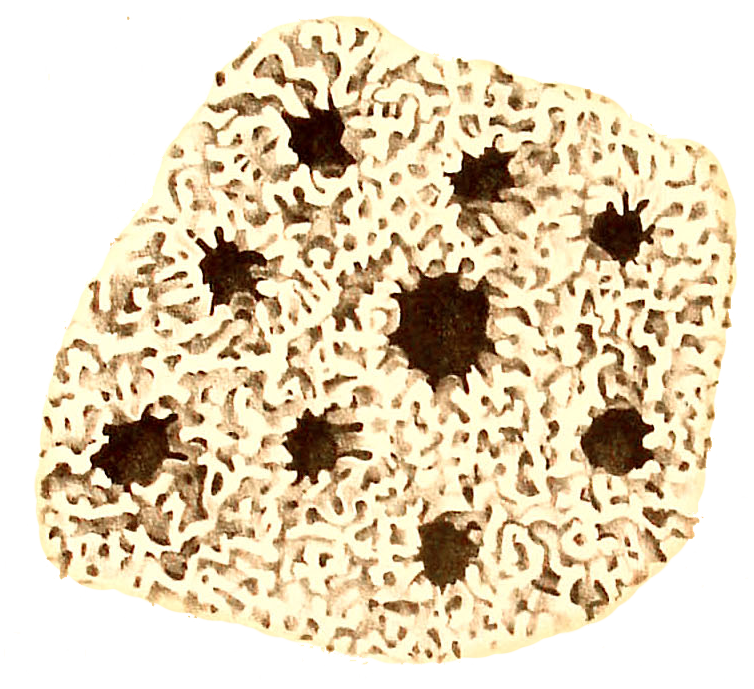
Vue de la surface du coenosteum de Millepora exaesa. On distingue un gastropore central (diamètre 0.25 mm) entouré de huit dactylopores plus petits.

La surface de la colonie est percée de pores gros comme un trou d'aiguille. Ils donnent accès à un canal perpendiculaire à la surface, segmenté à intervalles réguliers par des tabulae. Les plus grands pores — ou gastropores — hébergent les gastrozoïdes, des polypes cylindriques avec une bouche centrale. Les pores plus petits — ou dactylopores — contiennent les dactylozoïdes, de longs zoïdes minces dépourvus de bouche. Les pores sont répartis sur toute la surface du squelette à l'exception du bord de la zone d'accroche au substrat et des zones de croissance à la pointe des branches. Les pores sont arrangés en cyclosystèmes, des groupes irréguliers composés d'un grand gastrozoïde entouré de cinq à huit petits dactylozoïdes.

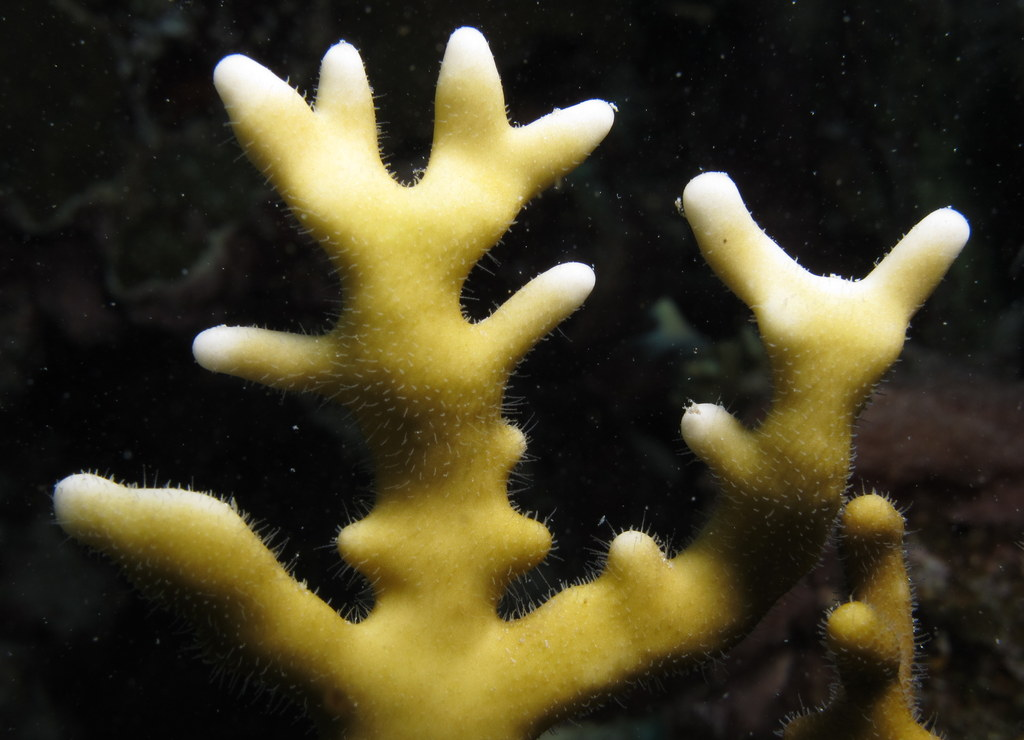
Gros plan sur un bras de corail de feu.

Les zoïdes ont une morphologie similaire pour les Millepora spp. Les polypes sont semi-transparents et peuvent se contracter dans les pores. Ils sont déployés aussi bien de jour comme de nuit. Les polypes ne sont pas directement visibles en plongée mais donnent un aspect duveteux au coenosteum. Complètement déployés les gastro et dactylozoïdes de Millepora alcicornis et M. complanata mesurent environ 2,5 mm de long. Les gastrozoïdes sont un peu plus larges, avec un diamètre de 0,06 à 0,16 millimètre à la base contre de 0,06 à 0,10 millimètre pour les dactylozoïdes. Le disque oral des gastrozoïdes est entouré de 3 à 7 tentacules capités réduits au nématocyste. Les dactylozoïdes n'ont pas de bouche et sont hérissés de nombreux tentacules capités répartis sur toute la longueur du polype par groupes circulaires de trois ou quatre.
Leurs larves sont semblables à de petites méduses et peuvent se déplacer.

## Habitat et répartition

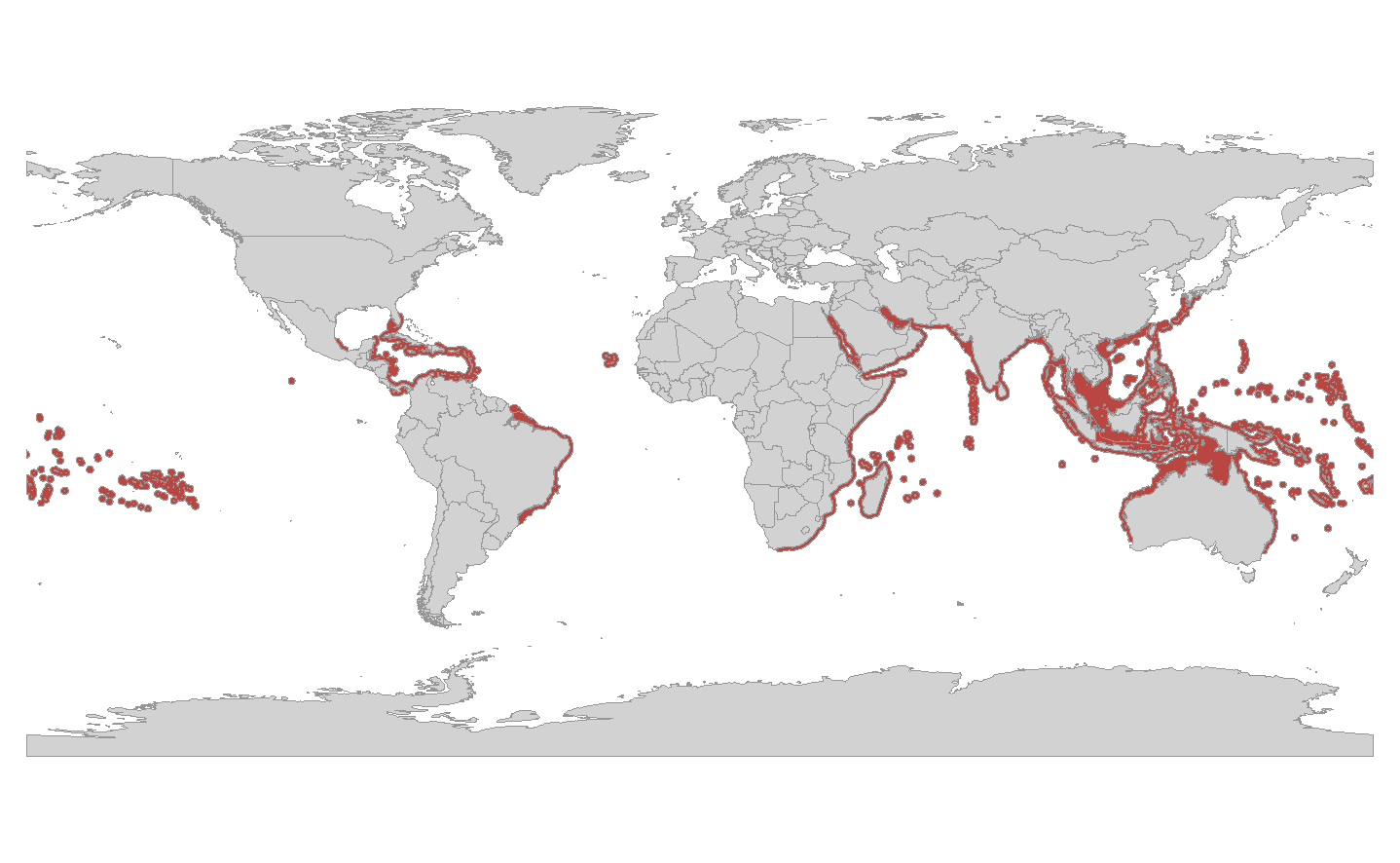
Carte de répartition des Milleporidae

Les coraux de feu vivent dans les mers tropicales. Avec l'augmentation de la température des océans due au réchauffement climatique ce corail se développe et on découvre de nouvelles colonies dans les zones subtropicales de l'océan Atlantique, jusque dans les eaux des îles Canaries.
Les coraux de feu sont un composant fréquent des récifs coralliens. On les trouve depuis un peu moins de 1 mètre jusqu'à 40 mètres de profondeur.
Les formes robustes en lames sont plus fréquemment rencontrées sur le bord du récif, battu par les vagues, ou sur le platier, où les courants sont forts et turbulents. Ailleurs sur le récif on trouve les formes plus fragiles et arborescentes. Elles sont également présentes dans les eaux plus calmes des lagons ou à l'abri dans les eaux plus profondes. Toutes les morphologies semblent commencer par un stade encroûtant que l'on peut trouver à toute profondeur et recouvrent la surface des coraux morts.

## Classification
Les coraux de feu sont des cnidaires de la classe des hydrozoaires. Ils forment la famille des Milleporidae Fleming, 1828 qui est composée du seul genre Millepora Linnaeus, 1758.
Pendant longtemps cette famille a été considérée comme proche de la famille des Stylasteridae. Elles ont été jointes dans l'ordre commun des Hydrocorallina avant d'être classées dans des ordres distincts Milleporina et Stylasterina. Leur position taxonomique dans la classe des hydrozoaires est encore débattue. Plusieurs auteurs s'accordent sur le fait que les Milleporidae appartiennent à l'ordre Capitata et les Stylasteridae à l'ordre Filifera. Capitata est divisé en trois sous-ordres : Moerisiida, Tubulariida et Zancleida dont font partie les Milleporidae.
Les Milleporidae n'appartiennent pas au taxon Anthozoa où sont classés la plupart des autres «Coraux» mais au taxon Hydrozoa qui comprend également les hydres, la vélelle (Velella velella) ou la galère portugaise (Physalia physalis ).

## Liste des espèces
Selon World Register of Marine Species (24 mai 2013) :
- Millepora alcicornis (Linnaeus, 1758) — Corail de feu branchu (Caraïbes)
- Millepora boschmai (De Weerdt and Glynn, 1991) — Indonésie
- Millepora braziliensis (Verrill, 1868) — Brésil
- Millepora complanata (Lamarck, 1816) — Corail de feu feuillu (Caraïbes)
- Millepora dichotoma (Forskål, 1775) — Corail de feu ramifié (Indo-ouest-Pacifique)
- Millepora exaesa (Forskål, 1775) — Indo-ouest-Pacifique
- Millepora foveolata (Crossland, 1952) — Pacifique ouest
- Millepora intricata (Edwards, 1857) — Indo-ouest-Pacifique
- Millepora laboreli Amaral, 2008 — Atlantique ouest
- Millepora latifolia (Boschma, 1948) — Indo-ouest-Pacifique
- Millepora nitida Verrill, 1868 — Atlantique ouest
- Millepora nodulosa Nemenzo, 1984 — Philippines
- Millepora platyphylla (Hemprich & Ehrenberg, 1834) — Corail de feu en plaques (Océan Indien)
- Millepora squarrosa (Lamarck, 1816) — Corail de feu alvéolé (Caraïbes)
- Millepora tenera (Boschma, 1949) — Indo-ouest-Pacifique
- Millepora compressa Linnaeus, 1766 (nomen dubium)
- Millepora cellulosa Linnaeus, 1758 (taxon inquirendum)
- Millepora crustacea Linnaeus, 1758 (taxon inquirendum)
- Millepora reticulata Linnaeus, 1758 (taxon inquirendum)
- Millepora tenella Esper, 1795 (taxon inquirendum)

Différentes formes des espèces de Millepora
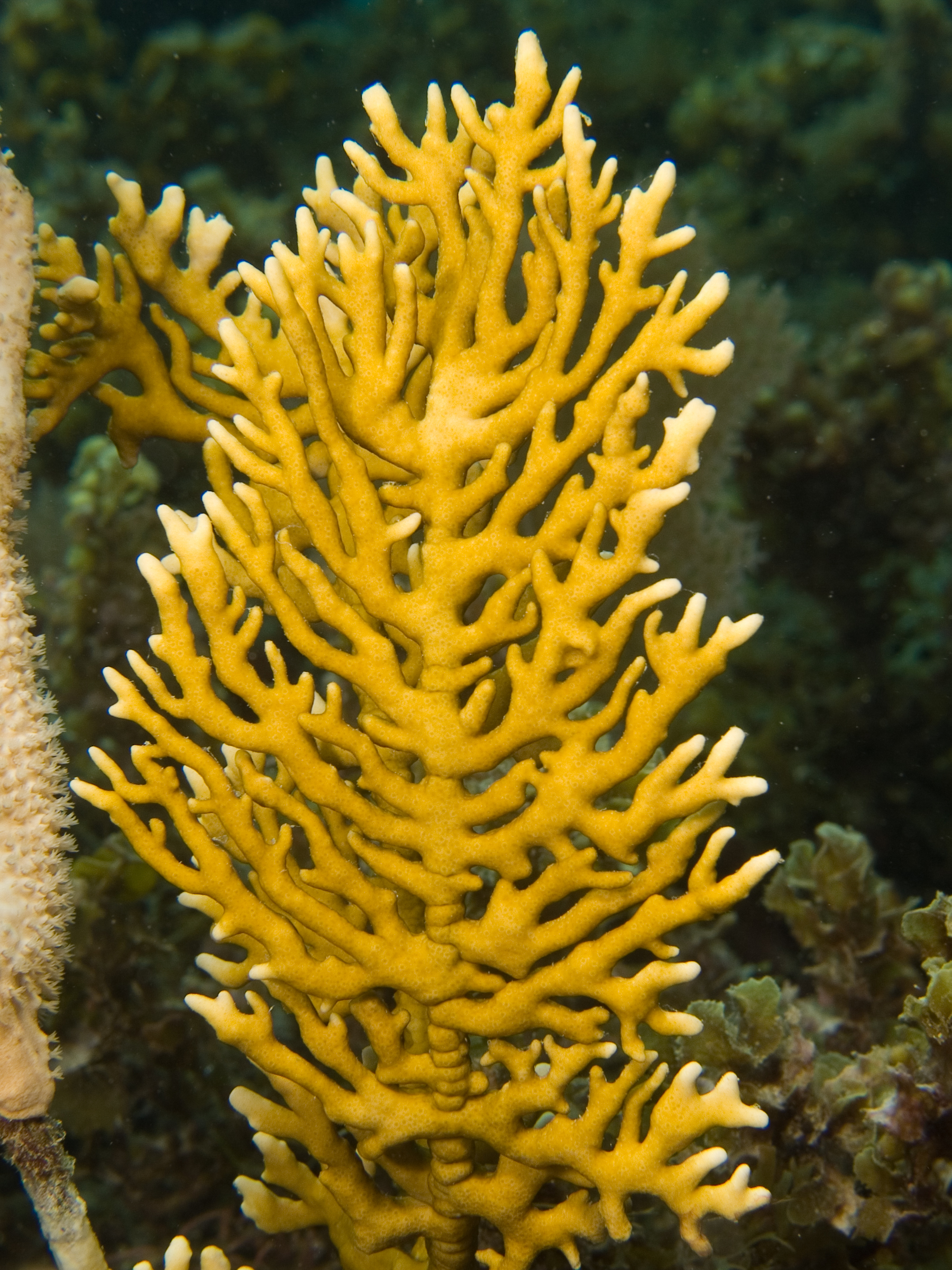
Forme branchue, Millepora alcicornis
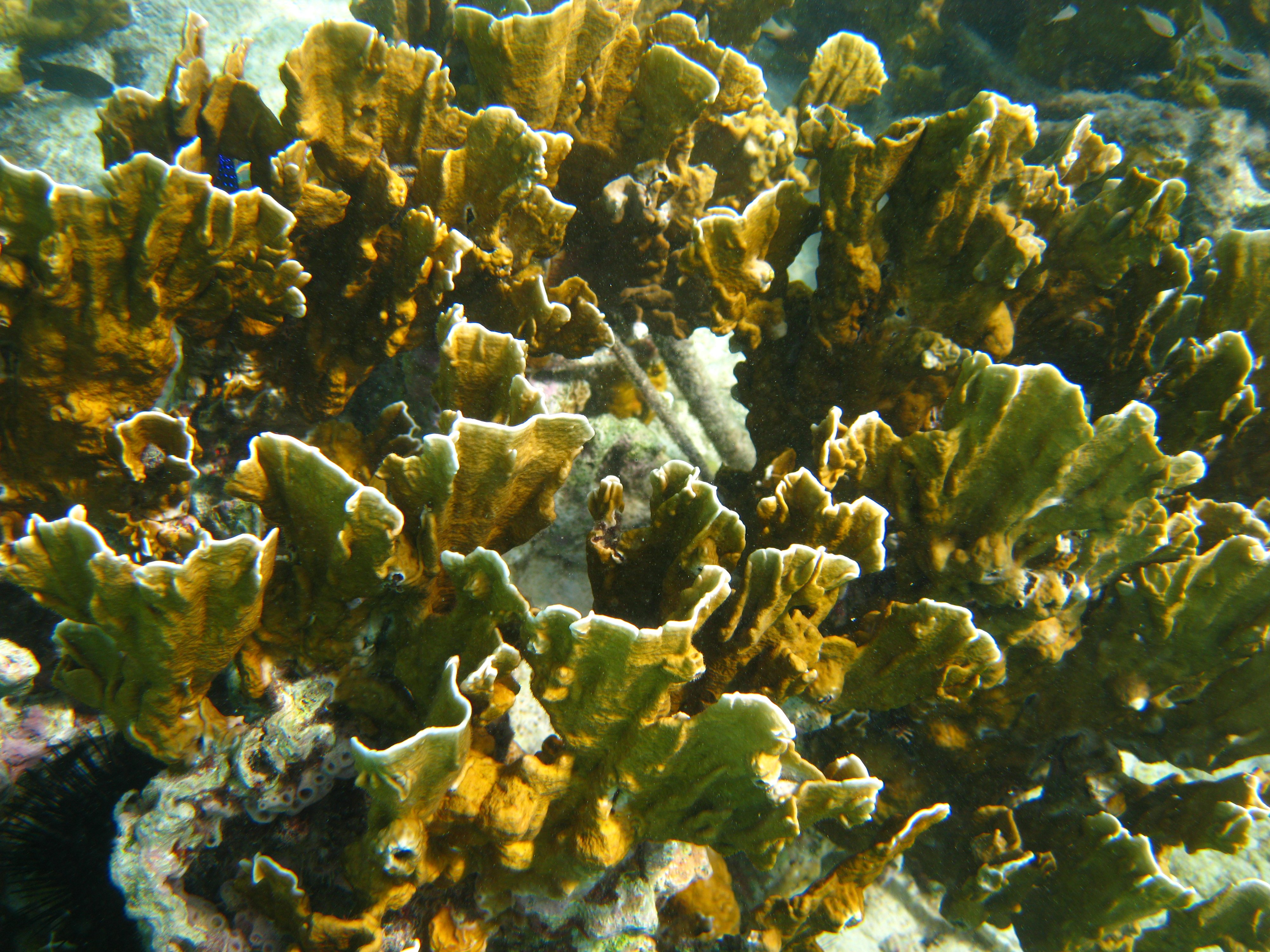
Millepora complanata
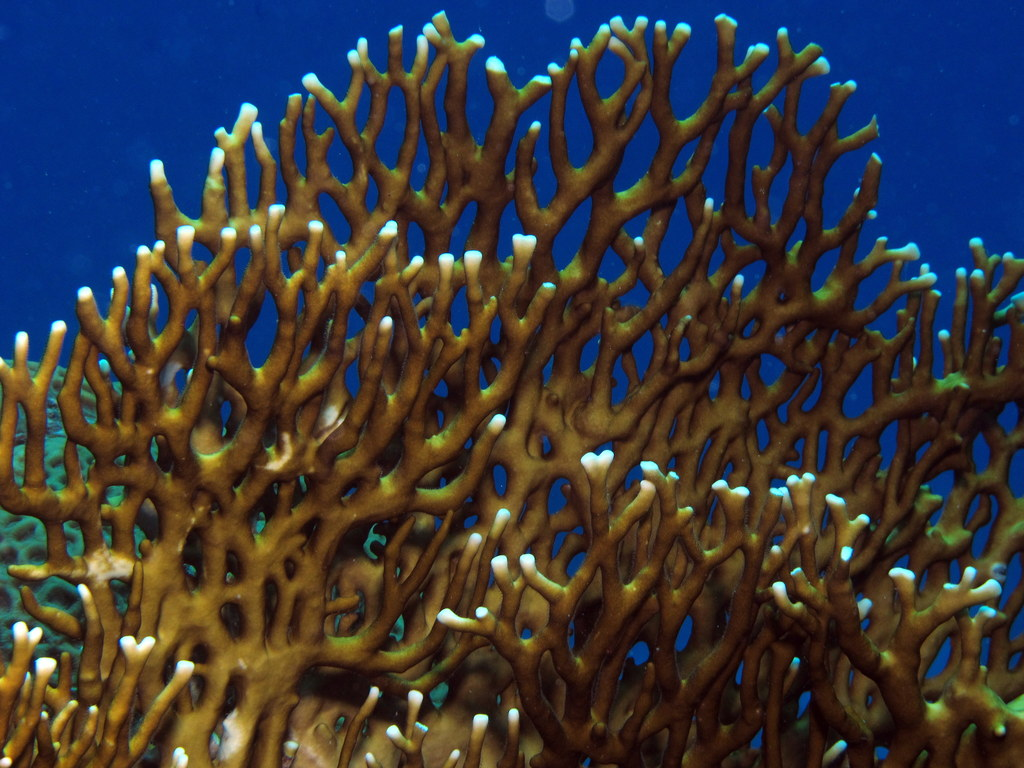
Forme ramifiée, Millepora dichotoma
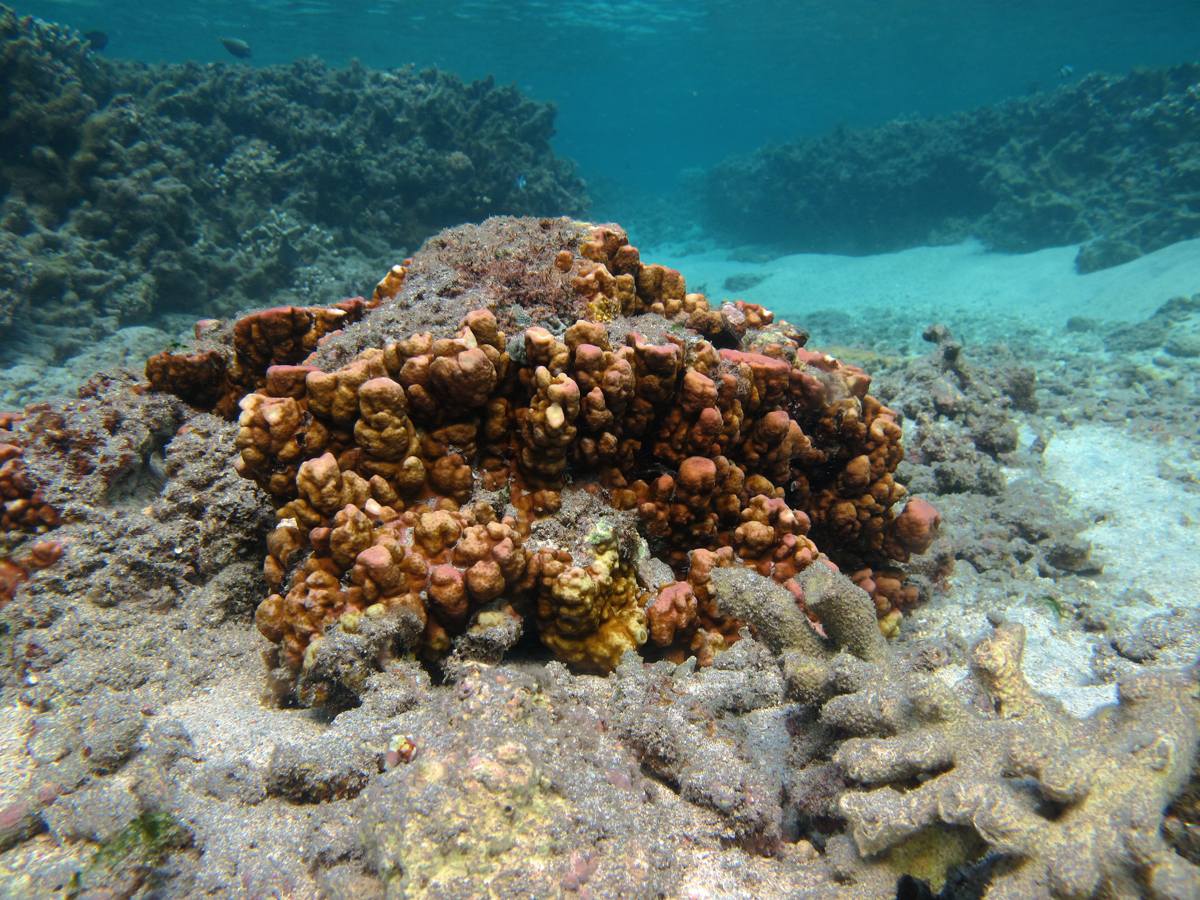
Forme massive, Millepora exaesa
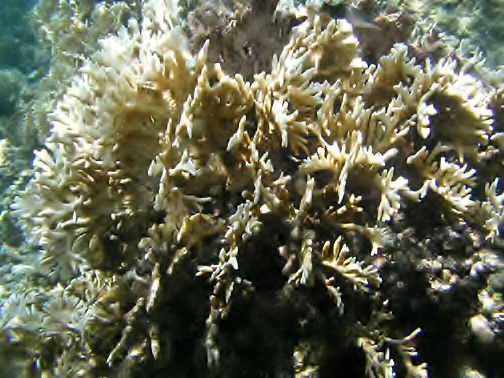
Millepora intricata
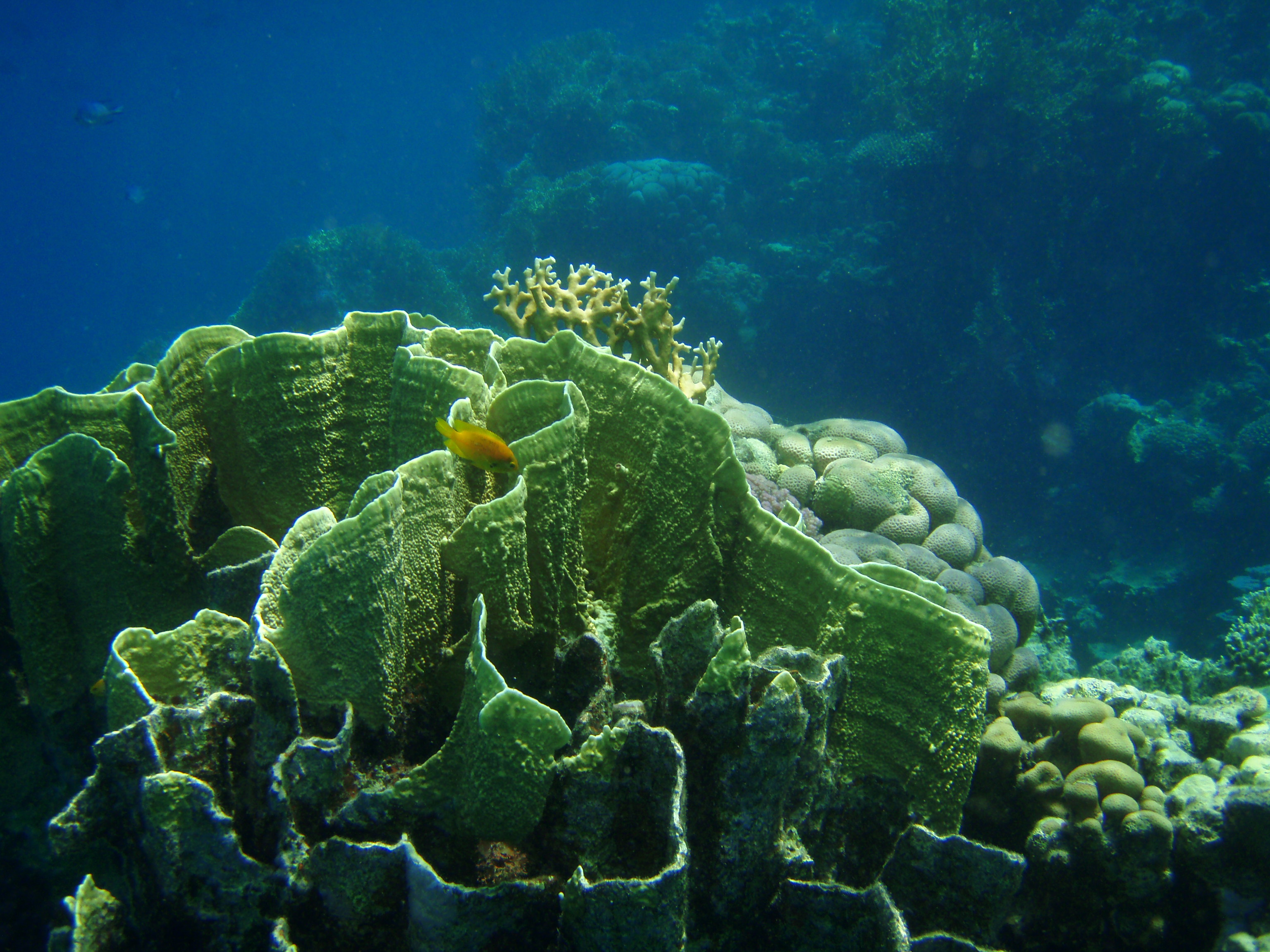
Forme de plaque, Millepora platyphylla
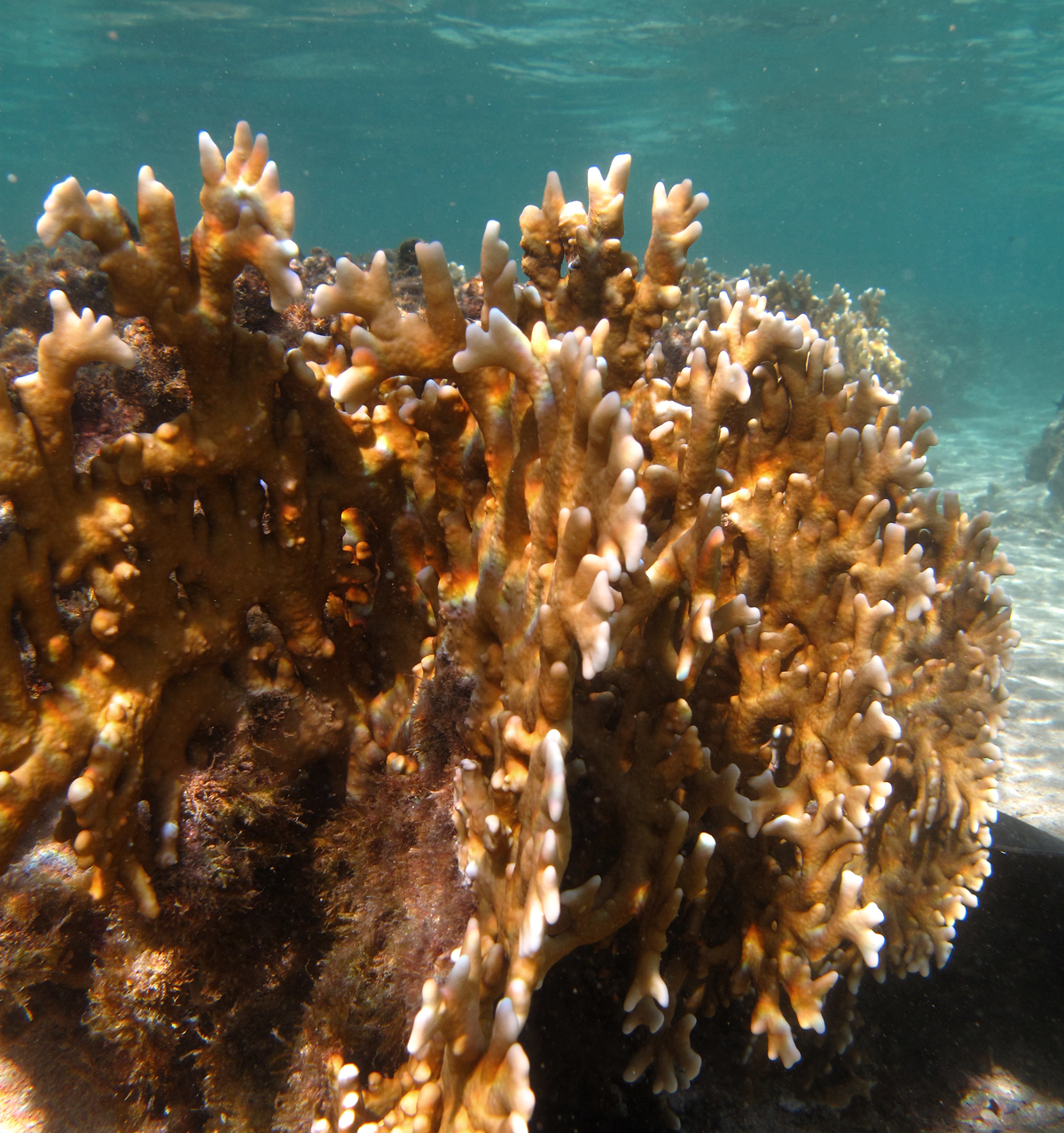
Millepora tenera

### Identification
Les deux principales espèces de Caraïbes sont facilement reconnaissables. 
Dans l'Indo-Pacifique, les coraux de feu sont plus nombreux et plus difficiles à reconnaître. Parmi les formes branchues, M. intricata a des branches subcylindriques ne formant pas de plaques, croissant dans toutes les directions, avec des divisions nombreuses, et s'affine aux extrémités. Toutes les autres espèces ont des bras confluents à leur base, formant des plaques : M. dichotoma constitue par ses branches généralement parallèles des éventails d'une dentelle relativement régulière ; M. tenera est ressemblant mais moins régulier, avec plus de petites branches émergeant du bord supérieur. M. intricata est le plus digité, buissonnant. 
Parmi les formes massives, M. platyphylla forme des feuillets verticaux intriqués parallèlement ou en nid d'abeille, tandis que M. exaesa constitue plutôt des colonnes trapues et arrondies, poussant souvent sur du corail mort. Quant à M. boschmai (limité à l'Indonésie), il forme des colonnes plus prononcées ou des feuillets verticaux irréguliers. 

## Écologie et biologie

### Reproduction
Les deux modes de reproduction — asexué et sexué — existent chez les Milleporidés. Les deux régimes de reproduction se succèdent alternativement car seul le stade « méduse » est sexué.
La reproduction asexuée permet la création de nouveaux zooïdes et la croissance de la colonie. Elle s'effectue par croissance sympodiale ; production de tissus mous et de squelette à l'extrémité des branches ; et rattachement, régénération et réparation des fragments de colonie endommagés ou cassés. Les encroûtements simples grandissent par croissance stolonale.
La reproduction sexuée chez les Millepores se fait à partir de la phase polype sessile par bourgeonnement de médusoïdes planctoniques. Les zooïdes reproductifs de la colonie, les gonophores, sont libres. Néanmoins, les médusoïdes sont bourgeonnés depuis les tubules du coenosarc à l'intérieur d'ampullae dans le coenosteum. Les médusoïdes se désintègrent après avoir éjecté les cellules sexuelles. On pense que cette phase planctonique est courte et ne permet pas une dispersion très grande. Quatre amas de nématocystes entourent l'ouverture de la cavité de l'ombrelle.
Les colonies de Millepora sp. sont gonochoriques et la reproduction sexuée est saisonnière. Elle commence par l'apparition des ampullae et la libération des médusoïdes. Elle intervient environ au printemps, plus au moins tôt selon la localisation. Quand elles apparaissent, les ampullae ressemblent à de petites ampoules blanches à la surface de la colonie. Ce sont des cavités avec une surface plane ou légèrement concave qui contient le médusoïde en formation. Elles sont recouvertes d'un réseau de trabeculae qui se désintègre avec la croissance du médusoïde. Peu avant leur libération, les ampullae semblent gonflées, partiellement recouvertes de restes de trabecullae. Une fois le médusoïde expulsé il ne reste qu'une cavité vide qui sera comblée par régénération du squelette de la colonie.
Les médusoïdes s'échappent des ampullae au moyen de pulsations de l’ombelle et nagent pendant une courte période durant laquelle les gamètes sont relâchés dans le milieu. Trois à cinq ovocytes sont émis par pulsations de l’ombelle, puis les médusoïdes femelles tombent au fond. Le médusoïde mâle peut rester actif pendant 6 à 12 heures après l'émission du sperme. Une synchronisation de sortie des médusoïdes entre les colonies a été observée, mais il n'y a aucune preuve de corrélation avec les cycles lunaires.
Le diamètre des médusoïdes est de 0,5 à 1,0 millimètre et les œufs ont un diamètre moyen de 0,30 à 0,35 millimètre. Il n'existe aucune description de la planula des Millépores.

### Alimentation
Les Millepores se nourrissent massivement de plancton. L'alimentation a lieu de jour comme de nuit aussi longtemps que les zoïdes sont déployés.

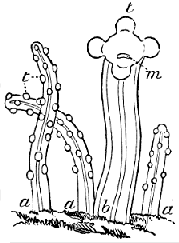
Dessin des polypes de M. alcicornis : Les tentacules (t) ne sont pas disposés pareil entre les dactylozoïdes (a) et gastrozoïdes (b). Ceux du gastrozoïdes encerclent la bouche (m).

Spontanément les dactylozoïdes et gastrozoïdes déployés adoptent un comportement de « recherche ». Il consiste en des mouvements de balancement à la fois lent et rapide des polypes. Il est accompagné de contractions et rétractions. Ce comportement n'est toutefois pas présent dans toutes les espèces, Il est par exemple absent pour les dactylozoïdes de Millepora alcocornis.
Les gastrozoïdes ouvrent largement leur bouche, balayent aléatoirement leur environnement et referment l'orifice oral au contact de nourriture. Le comportement de recherche des dactylozoïdes a lui principalement une fonction défensive. Néanmoins, au contact d'une proie, les dactylozoïdes la piègent avec leur nematocystes et la rejettent. Elle peut ensuite être ingérée par un gastrozoïde qui l'aurait découvert lors d'un de ses mouvements de recherche aléatoire. Aucune coordination ne semble exister pour combiner le transfert des proies des dactylozoïdes vers les gastrozoïdes.
On observe cependant une synchronisation dans les contractions des deux types de zoïdes. Un grand nombre de polypes se rétractent ensemble mais toute la colonie ne se rétracte pas complètement. Les contractions sont accompagnées de courts pics électriques (20 à 50 ms) à la surface du coenostrum. Des pics plus longs rythment l'expansion. Dactylo et gastrozoïdes ont des réseaux distincts pour transmettre les impulsions électriques et sont fortement maillés. En laboratoire, les dactylozoïdes ont des réactions différentes suivant les proies proposées et semblent avoir un récepteur non décrit pour les protéines à grand poids moléculaire.
Les copépodes (Macrosetella spp. ou Oithona spp. par exemple) constituent les proies principales des Millepores.
Les coraux de feu profitent également de la production primaire des algues zooxanthelles endosymbiotiques.

### Parasites et commensaux

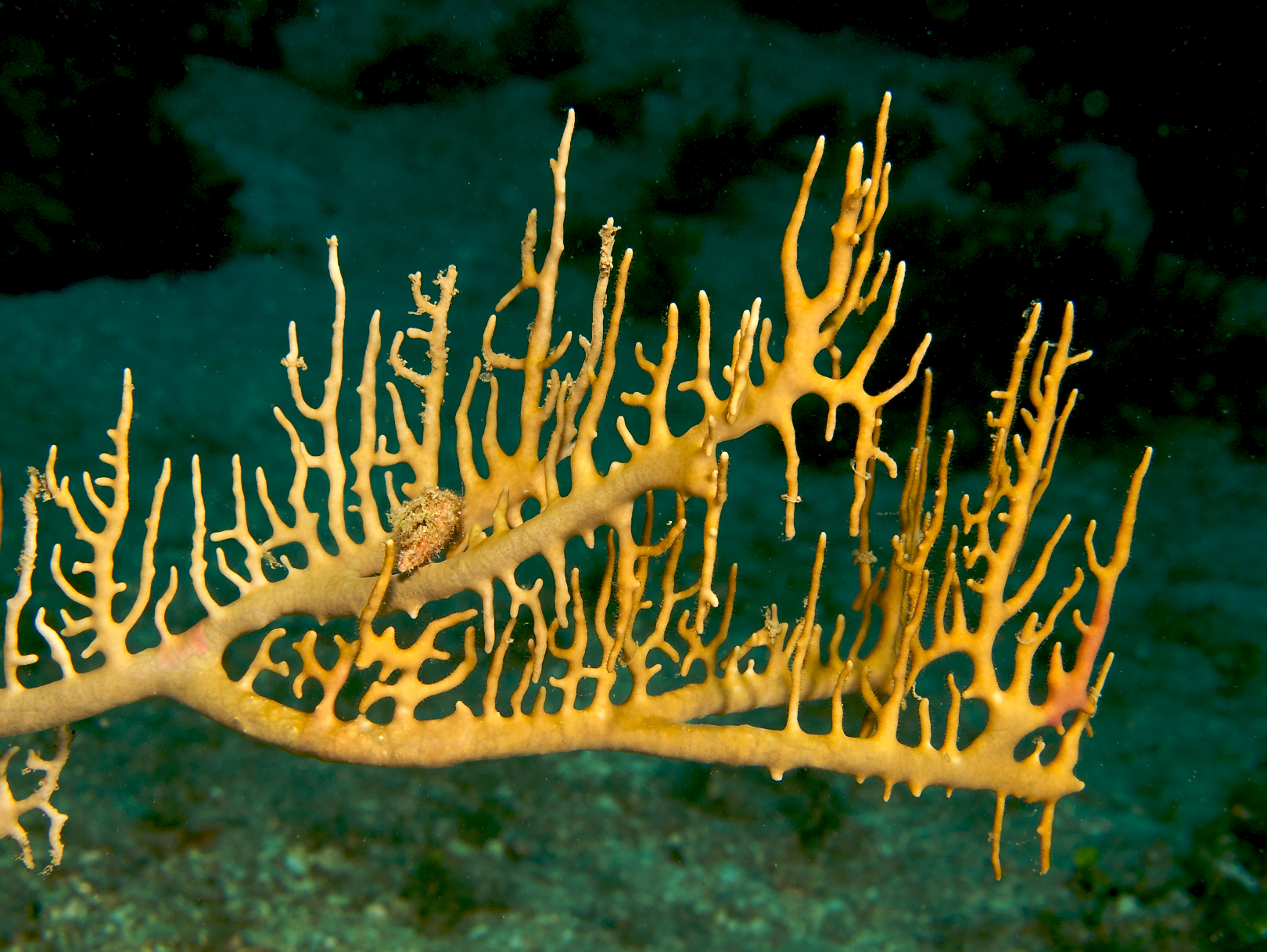
Un mollusque sur une espèce encroûtante de Millepora

Recouvert de polypes urticants, le coenosteum ne semble pas être un substrat favorable à l'installation d'épibiontes. Néanmoins, plusieurs organismes sessiles sont couramment trouvés associés à des Millepores. En effet, ils proposent un substrat vierge de sédiments et protègent des prédateurs. Les squelettes de colonies mortes abondent également d'une micro-faune qui, après avoir percé la surface calcaire, vit dans le système de tunnels.

## Corail de feu et l'homme

### Effets sur la peau
Comme leur nom l'indique, les coraux de feu ont un effet urticant similaire à des brûlures. Les lésions des nématocystes laissent des marques sur la peau sous la forme de rougeurs et d'éruptions. La « brûlure » a lieu lors du contact ou du frôlement du corail de feu. Elle entraîne une réaction urticarienne compliquée parfois par des lésions bullo-nécrotiques localisées ou formation de papules prurigineuses. Les signes généraux sont principalement digestifs (nausées, vomissements). L’évolution est habituellement favorable en quelques heures, mais une hyperpigmentation lichenoïde peut persister plusieurs semaines.

Dessins de nématocystes de Millépores
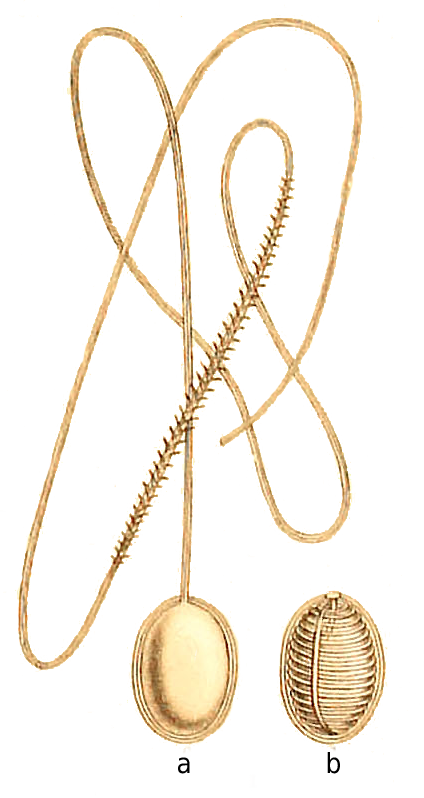
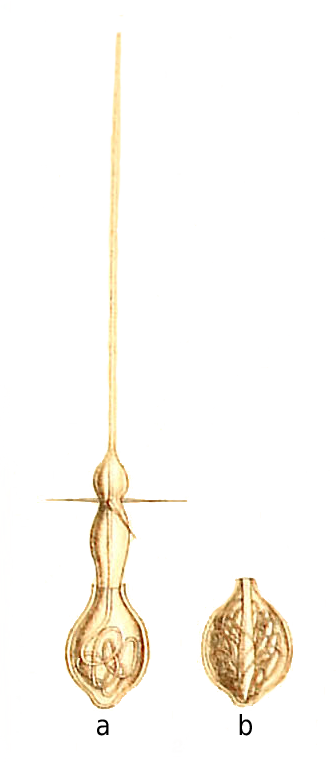

Une description de cette piqûre est faite par Charles Darwin dans son journal du second voyage du HMS Beagle :
« J'ai été un peu surpris par la découverte de deux espèces de coraux du genre Millepora (M. complanata et alcicornis) qui peuvent piquer. Les branches ou les plaques calcaires, fraîchement sorties de l'eau, laissent une sensation rugueuse et ne sont pas visqueuses mais ont une odeur forte et désagréable. Leur propriété piquante semble varier selon les différents échantillons : quand un morceau est pressé ou frotté sur la peau tendre du visage ou du bras, on ressent généralement un picotement. Il se déclenche après un intervalle d'une seconde, et ne dure que quelques minutes. Un jour cependant, en touchant à peine mon visage avec l'une des branches, la douleur a été instantanée. Comme d'habitude elle a augmenté après quelques secondes, et est restée forte pendant quelques minutes. Elle était perceptible pendant la demi-heure suivante. La sensation était aussi douloureuse que celle d'une méduse, mais ressemble plus à celle causée par la Physalia ou galère portugaise. »
— Charles Darwin, Journal of researches

### Menaces et protection
Les biologistes marins spécialisés dans le milieu récifal constatent sa dégradation et le déclin de ce milieu. Les espèces du genre Millepora ne font pas exception à ce constat. Les perturbations qui ont le plus d'effet sur le déclin des populations de corail de feu sont les cyclones tropicaux, les évènements de blanchissement des coraux et la pollution.

#### Statut de protection
En 2012, seize espèces du genre Millepora sont inscrites sur la liste rouge de l'UICN.
Huit espèces (M. alcicornis, M. complanata, M. dichotoma, M. exaesa, M. intricata, M. platyphylla, M. squarrosa et M. tenera) sont classées en Préoccupation mineure (LC) et deux autres (Millepora braziliensis et M. nitida) sont dans la catégorie Données insuffisantes (DD). Les six autres espèces sont considérées comme menacées à des degrés divers.
Millepora murrayi est considéré comme Espèce quasi menacée (NT)
Millepora foveolata et Millepora latifolia sont Vulnérable (VU) ; Millepora striata et Millepora tuberosa sont des espèces en danger (EN) ; finalement, Millepora boschmai est une Espèce en danger critique d'extinction (CR). Pour toutes ces espèces, des réductions importantes d'effectif sont constatées, liées à une réduction de la zone d'habitat.

### Citations originales
1. ↑  « I was a good deal surprised by finding two species of coral of the genus Millepora (M. complanata and alcicornis), possessed of the power of stinging. The stony branches or plates, when taken fresh from the water, have a harsh feel and are not slimy, although possessing a strong and disagreeable smell. The stinging property seems to vary in different specimens: when a piece was pressed or rubbed on the tender skin of the face or arm, a pricking sensation was usually caused, which came on after the interval of a second, and lasted only for a few minutes. One day, however, by merely touching my face with one of the branches, pain was instantaneously caused; it increased as usual after a few seconds, and remaining sharp for some minutes, was perceptible for half an hour afterwards. The sensation was as bad as that from a nettle, but more like that caused by the Physalia or Portuguese man-of-war. »

### Famille Milleporidae
- (en) Catalogue of Life : Milleporidae Fleming, 1828 (consulté le 7 avril 2023)
- (en) Paleobiology Database : Milleporidae
- (fr + en) ITIS : Milleporidae Fleming, 1828
- (en) WoRMS : Milleporidae Fleming, 1828 (+ liste espèces)
- (en) Animal Diversity Web : Milleporidae
- (en) NCBI : Milleporidae (taxons inclus)
- (en) UICN : taxon  Milleporidae  (consulté le 7 janvier 2023)
- (fr + en) CITES : famille Milleporidae (sur le site de l’UNEP-WCMC)

### GenreMillepora
- (en) Animal Diversity Web : Millepora (consulté le 22 mars 2015)
- (en) Catalogue of Life : Millepora Linnaeus, 1758 (consulté le 14 avril 2023)
- (fr + en) ITIS : Millepora Linnaeus, 1758 (consulté le 22 mars 2015)
- (en) NCBI : Millepora (taxons inclus) (consulté le 22 mars 2015)
- (en) Paleobiology Database : Millepora (consulté le 22 mars 2015)
- (en) UICN : taxon  Millepora  (consulté le 7 janvier 2023)
- (en) WoRMS : Millepora Linnaeus, 1758 (+ liste espèces) (consulté le 22 mars 2015)